# Brisbane Bandits
Die Brisbane Bandits sind ein professionelles Baseballteam aus Brisbane. Der Verein wurde im Jahr 2009 gegründet und gehört damit zu den sechs Gründungsteams der Australian Baseball League in ihrer heutigen Form. Im Zuge der Privatisierung der Liga wurde am 3. Juni 2018 der Unternehmer Mark Ready der neue Haupteigentümer des Franchise.

## Geschichte

### Vorgängerteam (1989–1998)
Von 1989 bis 1998 existierte bereits ein Baseballteam mit dem Namen Brisbane Bandits. Es gehörte zu den acht Gründungsteams der ursprünglichen ABL, die 1999 aufgelöst wurde. Im Jahr 1994 gewannen die Bandits den Claxton Shield, die Siegertrophäe der Australian Baseball League.

### Gründungsjahre (2010–2014)
Die heutigen Brisbane Bandits wurden im Jahr 2010 gegründet. Ihr erster Manager wurde David Wayne Nilsson, der von 1992 bis 1999 als Catcher bei den Milwaukee Brewers in der Major League Baseball aktiv gewesen war. Im Oktober 2011 übernahm Kevin Jordan die Rolle des Managers.

### Erfolgsserie (2015–heute)
In den ABL-Saisons 2015/16, 2016/17, 2017/18 und 2018/19 gewannen die Bandits vier Mal in Folge den australischen Meisterschaftstitel und wurden damit das erste Team in der neu gegründeten Australian Baseball League, dem dies gelang. Am 3. Juni 2018 bekamen die Brisbane Bandits mit dem Unternehmer Mark Ready einen neuen Haupteigentümer. Mit ihrem vierten konsekutiven Meisterschafts-Sieg in der ABL-Saison 2018/19 gegen Perth Heat sind die Bandits nach Perth das zweite Team in der modernen Australian Baseball League, das insgesamt vier Meisterschaftstitel erlangen konnte.

## Aktueller Kader
Stand: 20. Oktober 2018

## Erfolge
- Australian Baseball League Meister (Claxton Shield)
  - ABL-Saison 2015/16
  - ABL-Saison 2016/17[9]
  - ABL-Saison 2017/18[10]
  - ABL-Saison 2018/19[11]